# Elisabeth Osterwalder
Elisabeth Osterwalder est une skieuse et athlète para-alpine suisse.  Elle a représenté la Suisse aux Jeux paralympiques d'hiver de 1984, ainsi qu'au Jeux paralympiques d'été de 1980. Elle a remporté un total de sept médailles.

## Carrière
Elle a participé aux Jeux paralympiques d'hiver de 1976, à Örnsköldsvik, en slalom géant IV A, remportant une médaille d'or, avec un temps de 3:02:07. Elle a participé également aux Jeux paralympiques d'hiver de 1980 à Geilo, remportant des médailles d'or en slalom géant 2B - en 3:39:11[5] et en slalom 2B - en 2:07:16. Elle a participé, ensuite, aux Jeux paralympiques d'hiver de 1984 à Innsbruck, remportant une médaille d'argent dans la course de super combiné LW4 (en 7'08" 33) et terminant quatrième en descente féminine LW4. Elisabeth Osterwalder a également participé aux compétitions paralympiques d'athlétisme aux Jeux paralympiques d'été de 1980 à Arnhem remportant une médaille d'or au lancer du poids C1 (avec la mesure de 6,01 m), une médaille d'argent au lancer du javelot C1 (résultat 14,94 m), et une médaille de bronze au  le disque C1 (un lancer de 14,02 m).